# Humaitá (Paragwaj)
Humaitá – wioska i dystrykt w południowym Paragwaju. Miejsce zaciętych walk w czasie wojny paragwajskiej.
Nazwa miejscowości pochodzi z języka guarani i wolnym tłumaczeniu oznacza "stary kamień" (yma - stary, itá - kamień). Leży nad brzegiem rzeki Paragwaj; panujący klimat jest tropikalny z wahaniami temperatury od 0 °C do 40 °C. Mieszkańcy zajmują się rolnictwem i rybołówstwem.
Humaitá, znajduje się w odległości 430 km na południe od Asunción i w połowie XIX wieku rozpoczęto w tym miejscu budowę fortyfikacji mających blokować dostęp do stolicy Paragwaju. Budowę pierwszych szańców nakazał prezydent Carlos Antonio López, rozbudowa była kontynuowana za rządów jego syna Francisco Solano Lópeza. Umocnienia, położone nad zakrętem rzeki, kontrolowały zarówno drogę wodną, jak i lądową. W ich skład wchodziły m.in. schrony, baterie dział, kilometry okopów, a rzeka była przedzielona łańcuchami. Na terenie zespołu znajdowały się także koszary, magazyny amunicji, kościół i cmentarz.
Między 1866 a 1868 Humaitá była główną siedzibą paragwajskich sił podczas wojny z trójprzymierzem (Argentyna, Brazylia, Urugwaj). Załoga umocnień liczyła ponad 20 000 żołnierzy, siłami paragwajskimi dowodził sam Francisco Solano López i z tego powodu Humaitá była do marca 1868 de facto siedzibą paragwajskiego rządu. Po kilku miesiącach walk twierdza została opuszczona przez Paragwajczyków 25 lipca 1868 i stała się siedzibą sił alianckich. 
W Humaicie nadal znajdują się ruiny poszczególnych umocnień (zostały zburzone po przegranej przez Paragwaj wojnie), a także muzeum z wojennymi eksponatami.
- World Gazeteer: Paraguay